# Ясновка
Ясно́вка (каз. Ясновка) — село у складі Єсільського району Північноказахстанської області Казахстану. Адміністративний центр Ясновського сільського округу.
Населення — 613 осіб (2021; 766 у 2009, 857 у 1999, 968 у 1989).
Національний склад станом на 1989 рік:
- росіяни — 100 %.